# Sydlig rätvalsdelfin
Sydlig rätvalsdelfin eller sydamerikansk rätvalsdelfin (Lissodelphis peronii) är en art i familjen delfiner. Den förekommer i det öppna havet i den tempererade zonen på södra halvklotet. Utbredningsområdets norra gräns ligger ungefär vid 19 grad sydlig bredd.
Liksom den nordliga rätvalsdelfinen saknar arten ryggfena. Individerna är smala och upp till 3 meter långa. Honor blir vanligen upp till 2,3 meter långa. Vikten går upp till 100 kilogram. Nosen, fenor, kroppens sidor och buken är vita, alla andra kroppsdelar är svarta. Ungdjur har en grå till brun färg eller fläckar på kroppen.
Sydlig rätvalsdelfin lever i grupper som vanligen har 210 medlemmar. Ibland dokumenteras stora ansamlingar med 1000 exemplar. Arten bildar även blandade grupper med andra delfiner och grindvalar. Denna delfin dyker oftast i 10 till 75 sekunder men den kan stanna upp till 6,5 minuter under vattenytan. Födan utgörs av olika fiskar som prickfiskar och storögd tonfisk samt av bläckfiskar. Enligt ett fåtal studier blir individerna könsmogna när de är lite längre än 2 meter.
Angående beståndet finns inga uppgifter och därför listas arten av IUCN med kunskapsbrist (data deficient).